# Breydin
Breydin es un municipio del distrito de Barnim, en Brandeburgo (Alemania).
- Datos: Q582302
- Multimedia: Breydin / Q582302

1. ↑  Worldpostalcodes.org, código postal n.º 16230.